# 31 août aux Jeux paralympiques d'été de 2024
Navigation
30 août 1er septembre
Le 31 août aux Jeux paralympiques d'été de 2024 est le troisième jour de compétition des Jeux paralympiques de Paris, en France.

## Programme
Les compétitions commencent à 8 h 30 et finissent à 21 h 30.
À noter que des épreuves de tennis fauteuil ont lieu ce-jour, mais leur horaires exacts sont pour l'heure inconnus.

### Matin
| Heure UTC+02:00 (France)                      |               |
| bleu                                          | Cérémonie     |
| neutre                                        | Épreuve       |
| or                                            | Finale        |
| orange                                        | Petite finale |
| rose                                          | Reporté       |
| gris                                          | Annulé        |
| Compétition masculine                         | Hommes        |
| Compétition féminine                          | Femmes        |
| Compétition mixte (hommes et femmes mélangés) | Mixte         |
| Compétition en couple (1 homme et 1 femme)    | Couple        |
| modifier                                      |               |

| Horaire | Discipline Spécialité | Discipline Spécialité                            | Discipline Spécialité                         | Phase                      | Résultats                                                    | Références |
| ------- | --------------------- | ------------------------------------------------ | --------------------------------------------- | -------------------------- | ------------------------------------------------------------ | ---------- |
| 8 h 30  |                       | Badminton Toutes spécialités confondues          | Compétition mixte (hommes et femmes ensemble) | Matchs de poule            | -                                                            | -          |
| 8 h 30  |                       | Badminton Toutes spécialités confondues          | Compétition mixte (hommes et femmes ensemble) | Quart de finale            | -                                                            | -          |
| 9 h 0   |                       | Goalball Tournoi masculin                        | Compétition hommes                            | Phase de poule Poule B     | Égypte vs Chine                                              | -          |
| 9 h 0   |                       | Tir à l'arc Individuel W1                        | Compétition femmes                            | 8e de finale               | -                                                            | -          |
| 9 h 30  |                       | Aviron Skiff PR1                                 | Compétition femmes                            | Repêchage                  | -                                                            | -          |
| 9 h 30  |                       | Natation 100 m dos S12                           | Compétition hommes                            | Séries                     | -                                                            | -          |
| 9 h 30  |                       | Tir Carabine à 10 m à air comprimé R1            | Compétition hommes                            | Qualifications             | -                                                            | -          |
| 9 h 37  |                       | Natation 100 m dos S12                           | Compétition femmes                            | Séries                     | -                                                            | -          |
| 9 h 45  |                       | Natation 200 m nage libre S14                    | Compétition hommes                            | Séries                     | -                                                            | -          |
| 9 h 54  |                       | Natation 200 m nage libre S14                    | Compétition femmes                            | Séries                     | -                                                            | -          |
| 10 h 0  |                       | Athlétisme Lancer de javelot F13                 | Compétition femmes                            | Finale                     | Zhao Yuping · Anna Kulinich-Sorokina · Natalija Eder         | -          |
| 10 h 0  |                       | Cyclisme sur piste Contre-la-montre 500 m C1-3   | Compétition femmes                            | Qualifications             | -                                                            | -          |
| 10 h 0  |                       | Taekwondo Moins de 80 kg                         | Compétition hommes                            | 8e de finale               | -                                                            | -          |
| 10 h 0  |                       | Tennis de table Double XD17                      | Compétition mixte (hommes et femmes ensemble) | Demi-finale                | -                                                            | -          |
| 10 h 0  |                       | Tennis de table Double WD6                       | Compétition femmes                            | Demi-finale                | -                                                            | -          |
| 10 h 4  |                       | Natation 100 m dos S8                            | Compétition hommes                            | Séries                     | -                                                            | -          |
| 10 h 5  |                       | Athlétisme Lancer de poids F12                   | Compétition hommes                            | Finale                     | Elbek Sultonov · Volodymyr Ponomarenko · Roman Danyliuk      | -          |
| 10 h 8  |                       | Athlétisme Lancer de disque F57                  | Compétition femmes                            | Finale                     | Nassima Saifi · Xu Mian · Mokhigul Khamdamova                | -          |
| 10 h 9  |                       | Taekwondo Plus de 65 kg                          | Compétition femmes                            | 8e de finale               | -                                                            | -          |
| 10 h 10 |                       | Athlétisme 5 000 m T13                           | Compétition hommes                            | Finale                     | Yassine Ouhdadi El Ataby · Aleksandr Kostin · Anton Kuliatin | -          |
| 10 h 10 |                       | Aviron Skiff PR1                                 | Compétition hommes                            | Repêchage                  | -                                                            | -          |
| 10 h 11 |                       | Natation 100 m dos S8                            | Compétition femmes                            | Séries                     | -                                                            | -          |
| 10 h 19 |                       | Cyclisme sur piste Contre-la-montre 1 000 m C1-3 | Compétition hommes                            | Qualifications             | -                                                            | -          |
| 10 h 19 |                       | Natation 400 m nage libre S13                    | Compétition hommes                            | Séries                     | -                                                            | -          |
| 10 h 20 |                       | Taekwondo Plus de 80 kg                          | Compétition hommes                            | 8e de finale               | -                                                            | -          |
| 10 h 25 |                       | Tir à l'arc Individuel W1                        | Compétition femmes                            | Quart de finale            | -                                                            | -          |
| 10 h 30 |                       | Basket-ball Tournoi féminin                      | Compétition femmes                            | Tour préliminaire Groupe A | Grande-Bretagne vs Canada                                    | -          |
| 10 h 30 |                       | Boccia Individuel BC2                            | Compétition femmes                            | Poules                     | -                                                            | -          |
| 10 h 30 |                       | Goalball Tournoi féminin                         | Compétition femmes                            | Phase de poule Poule C     | Turquie vs Israël                                            | -          |
| 10 h 33 |                       | Natation 400 m nage libre S13                    | Compétition femmes                            | Séries                     | -                                                            | -          |
| 10 h 36 |                       | Athlétisme 5 000 m T54                           | Compétition femmes                            | Finale                     | Catherine Debrunner · Susannah Scaroni · Madison de Rozario  | -          |
| 10 h 48 |                       | Natation 50 m dos S1                             | Compétition hommes                            | Séries                     | -                                                            | -          |
| 10 h 50 |                       | Aviron Deux de couple PR2                        | Compétition mixte (hommes et femmes ensemble) | Repêchage                  | -                                                            | -          |
| 10 h 58 |                       | Athlétisme 1 500 m T46                           | Compétition hommes                            | Finale                     | Aleksandr Iaremchuk · Michael Roeger · Antoine Praud         | -          |
| 10 h 59 |                       | Natation 50 m dos S2                             | Compétition hommes                            | Séries                     | -                                                            | -          |
| 11 h 8  |                       | Athlétisme 100 m T38                             | Compétition femmes                            | 1er tour                   | -                                                            | -          |
| 11 h 9  |                       | Natation 50 m dos S2                             | Compétition femmes                            | Séries                     | -                                                            | -          |
| 11 h 10 |                       | Aviron Deux de couple PR3                        | Compétition mixte (hommes et femmes ensemble) | Repêchage                  | -                                                            | -          |
| 11 h 14 |                       | Cyclisme sur piste Pousuite indiv. 4 000 m C4    | Compétition hommes                            | Qualification              | -                                                            | -          |
| 11 h 18 |                       | Athlétisme Saut en longueur T64                  | Compétition femmes                            | Finale                     | Fleur Jong · Marlene van Gansewinkel · Beatriz Hatz          | -          |
| 11 h 20 |                       | Natation 200 m 4 nages SM7                       | Compétition hommes                            | Séries                     | -                                                            | -          |
| 11 h 30 |                       | Aviron Quatre barré PR2                          | Compétition mixte (hommes et femmes ensemble) | Repêchage                  | -                                                            | -          |
| 11 h 30 |                       | Rugby Tournoi open                               | Compétition mixte (hommes et femmes ensemble) | Tour préliminaire Groupe A | Allemagne vs États-Unis                                      | -          |
| 11 h 31 |                       | Natation 200 m 4 nages SM7                       | Compétition femmes                            | Séries                     | -                                                            | -          |
| 11 h 33 |                       | Tir à l'arc Individuel W1                        | Compétition femmes                            | Demi-finale                | -                                                            | -          |
| 11 h 40 |                       | Athlétisme 100 m T38                             | Compétition hommes                            | 1er tour                   | -                                                            | -          |
| 11 h 40 |                       | Boccia Individuel BC1                            | Compétition hommes                            | Poules                     | -                                                            | -          |
| 11 h 42 |                       | Natation 50 m nage libre S11                     | Compétition hommes                            | Séries                     | -                                                            | -          |
| 11 h 48 |                       | Cyclisme sur piste Pousuite indiv. 4 000 m C5    | Compétition hommes                            | Qualifications             | -                                                            | -          |
| 11 h 53 |                       | Natation 50 m nage libre S11                     | Compétition femmes                            | Séries                     | -                                                            | -          |
| 12 h 0  |                       | Tennis de table Double MD14                      | Compétition hommes                            | Demi-finale                | -                                                            | -          |
| 12 h 0  |                       | Tennis de table Double XD7                       | Compétition mixte (hommes et femmes ensemble) | Demi-finale                | -                                                            | -          |
| 12 h 0  |                       | Tennis de table Double WD20                      | Compétition femmes                            | Demi-finale                | -                                                            | -          |
| 12 h 0  |                       | Tir Pistolet à 10 m à air comprimé P2            | Compétition femmes                            | Qualifications             | -                                                            | -          |
| 12 h 0  |                       | Volley-ball Tournoi féminin                      | -                                             | Tour préliminaire Poule B  | Slovénie vs Rwanda                                           | -          |
| 12 h 10 |                       | Taekwondo Moins de 80 kg                         | Compétition hommes                            | Quart de finale            | -                                                            | -          |
| 12 h 15 |                       | Tir Carabine à 10 m à air comprimé R1            | Compétition hommes                            | Finale                     | Park Jinho · Yerkin Gabbasov · Martin Black Joergensen       | -          |
| 12 h 21 |                       | Taekwondo Plus de 65 kg                          | Compétition femmes                            | Quart de finale            | -                                                            | -          |
| 12 h 22 |                       | Tir à l'arc Individuel W1                        | Compétition femmes                            | Finale                     | Chen Minyi · Šárka Musilová · Tereza Brandtlová              | -          |
| 12 h 24 |                       | Athlétisme 400 m T11                             | Compétition hommes                            | 1er tour                   | -                                                            | -          |
| 12 h 32 |                       | Taekwondo Plus de 80 kg                          | Compétition hommes                            | Quart de finale            | -                                                            | -          |
| 12 h 45 |                       | Basket-ball Tournoi masculin                     | Compétition hommes                            | Tour préliminaire Groupe A | Canada vs Grande-Bretagne                                    | -          |
| 12 h 50 |                       | Boccia Individuel BC4                            | Compétition hommes                            | Poules                     | -                                                            | -          |

### Après-midi
| Heure UTC+02:00 (France)                      |               |
| bleu                                          | Cérémonie     |
| neutre                                        | Épreuve       |
| or                                            | Finale        |
| orange                                        | Petite finale |
| rose                                          | Reporté       |
| gris                                          | Annulé        |
| Compétition masculine                         | Hommes        |
| Compétition féminine                          | Femmes        |
| Compétition mixte (hommes et femmes mélangés) | Mixte         |
| Compétition en couple (1 homme et 1 femme)    | Couple        |
| modifier                                      |               |

| Horaire | Discipline Spécialité | Discipline Spécialité                            | Discipline Spécialité                         | Phase                      | Résultats | Références |
| ------- | --------------------- | ------------------------------------------------ | --------------------------------------------- | -------------------------- | --- | ---------- |
| 13 h 0  |                       | Athlétisme 100 m T12                             | Compétition hommes                            | Demi-finale                | - | -          |
| 13 h 0  |                       | Tennis de table Double MD18                      | Compétition hommes                            | Demi-finale                | - | -          |
| 13 h 15 |                       | Goalball Tournoi masculin                        | Compétition hommes                            | Phase de poule Poule A     | États-Unis vs France | -          |
| 13 h 30 |                       | Rugby Tournoi open                               | Compétition mixte (hommes et femmes ensemble) | Tour préliminaire Groupe B | Danemark vs Australie | -          |
| 13 h 40 |                       | Cyclisme sur piste Contre-la-montre 500 m C1-3   | Compétition femmes                            | Finale                     | Amanda Reid · Qian Wangwei · Maike Hausberger                                                                                               | -          |
| 14 h 0  |                       | Boccia Individuel BC3                            | Compétition femmes                            | Poules                     | - | -          |
| 14 h 0  |                       | Tennis de table Double MD8                       | Compétition hommes                            | Finale                     | Cao Ningning - Feng Panfeng · Valentin Baus - Thomas Schmidberger · Abdullah Ozturk - Nesim Turan / Wanchai Chaiwut - Yuttajak Glinbancheun | -          |
| 14 h 0  |                       | Volley-ball Tournoi masculin                     | Compétition hommes                            | Tour préliminaire Poule A  | Kazakhstan vs Bosnie-Herzégovine | -          |
| 14 h 7  |                       | Cyclisme sur piste Contre-la-montre 1 000 m C1-3 | Compétition hommes                            | Finale                     | Li Zhangyu · Liang Weicong · Alexandre Léauté                                                                                               | -          |
| 14 h 45 |                       | Goalball Tournoi féminin                         | Compétition femmes                            | Phase de poule Poule C     | Chine vs Brésil | -          |
| 14 h 45 |                       | Tir Pistolet à 10 m à air comprimé P2            | Compétition femmes                            | Finale                     | Sareh Javanmardi · Aysel Özgan · Rubina Francis                                                                                             | -          |
| 14 h 55 |                       | Cyclisme sur piste Poursuite indiv. 4 000 m C4   | Compétition hommes                            | Finale                     | Josef Metelka · Archie Atkinson · Gatien Le Rousseau                                                                                        | -          |
| 15 h 13 |                       | Cyclisme sur piste Poursuite indiv. 4 000 m C5   | Compétition hommes                            | Finale                     | Dorian Foulon · Yehor Dementyev · Elouan Gardon                                                                                             | -          |
| 15 h 30 |                       | Tir à l'arc Individuelle arc à poulies           | Compétition femmes                            | 8e de finale               | - | -          |
| 16 h 0  |                       | Badminton Toutes spécialités confondues          | Compétition mixte (hommes et femmes ensemble) | Matchs de poule            | - | -          |
| 16 h 0  |                       | Badminton Toutes spécialités confondues          | Compétition mixte (hommes et femmes ensemble) | Quart de finale            | - | -          |
| 16 h 0  |                       | Badminton Double WH1-2                           | Compétition hommes                            | Demi-finale                | - | -          |
| 16 h 0  |                       | Badminton Double WH1-2                           | Compétition femmes                            | Demi-finale                | - | -          |
| 16 h 0  |                       | Badminton Double SL3-SU5                         | Compétition mixte (hommes et femmes ensemble) | Demi-finale                | - | -          |
| 16 h 0  |                       | Badminton Double SH6                             | Compétition mixte (hommes et femmes ensemble) | Demi-finale                | - | -          |
| 16 h 0  |                       | Basket-ball Tournoi masculin                     | Compétition hommes                            | Tour préliminaire Groupe B | Pays-Bas vs États-Unis | -          |
| 17 h 0  |                       | Boccia Individuel BC2                            | Compétition femmes                            | Quart de finale            | - | -          |
| 17 h 0  |                       | Boccia Individuel BC3                            | Compétition hommes                            | Poules                     | - | -          |
| 17 h 0  |                       | Taekwondo Moins de 80 kg                         | Compétition hommes                            | Repêchage                  | - | -          |
| 17 h 0  |                       | Tennis de table Double MD4                       | Compétition hommes                            | Finale                     | Peter Lovas - Jan Riapos · Jang Yeongjin - Park Sung Joo · Fabien Lamirault - Julien Michaud / Soo Yong - Park Jin Cheol                    | -          |
| 17 h 20 |                       | Taekwondo Plus de 65 kg                          | Compétition femmes                            | Repêchage                  | - | -          |
| 17 h 30 |                       | Goalball Tournoi masculin                        | Compétition hommes                            | Phase de poule Poule A     | Brésil vs Iran | -          |
| 17 h 30 |                       | Natation 100 m dos S12                           | Compétition hommes                            | Finale                     | Stephen Clegg · Roman Salei · Yaroslav Denysenko                                                                                            | -          |
| 17 h 30 |                       | Rugby Tournoi open                               | Compétition mixte (hommes et femmes ensemble) | Tour préliminaire Groupe A | Canada vs Japon | -          |
| 17 h 36 |                       | Natation 100 m dos S12                           | Compétition femmes                            | Finale                     | Maria Carolina Gomes Santiago · Anna Stetsenko · Maria Delgado Nadal                                                                        | -          |
| 17 h 42 |                       | Taekwondo Plus de 80 kg                          | Compétition hommes                            | Repêchage                  | - | -          |
| 17 h 44 |                       | Natation 200 m nage libre S14                    | Compétition hommes                            | Finale                     | William Ellard · Nicholas Bennett · Jack Ireland                                                                                            | -          |
| 17 h 46 |                       | Tir à l'arc Individuelle arc à poulies           | Compétition femmes                            | Quart de finale            | - | -          |
| 17 h 51 |                       | Natation 200 m nage libre S14                    | Compétition femmes                            | Finale                     | Valeriia Chabalina · Poppy Maskill · Louise Fiddes                                                                                          | -          |
| 17 h 59 |                       | Natation 100 m dos S8                            | Compétition hommes                            | Finale                     | Inigo Llopis Sanz · Kota Kubota · Mark Malyar                                                                                               | -          |

### Soirée
| Heure UTC+02:00 (France)                      |               |
| bleu                                          | Cérémonie     |
| neutre                                        | Épreuve       |
| or                                            | Finale        |
| orange                                        | Petite finale |
| rose                                          | Reporté       |
| gris                                          | Annulé        |
| Compétition masculine                         | Hommes        |
| Compétition féminine                          | Femmes        |
| Compétition mixte (hommes et femmes mélangés) | Mixte         |
| Compétition en couple (1 homme et 1 femme)    | Couple        |
| modifier                                      |               |

| Horaire | Discipline Spécialité | Discipline Spécialité                  | Discipline Spécialité                         | Phase                      | Résultats | Références |
| ------- | --------------------- | -------------------------------------- | --------------------------------------------- | -------------------------- | --- | ---------- |
| 18 h 0  |                       | Tennis de table Double XD17            | Compétition mixte (hommes et femmes ensemble) | Finale                     | Zhao Shuai - Mao Jingdian · Peng Weinan - Xiong Guiyan · Piotr Grudzien - Karolina Pek / Viktor Didoukh - Iryna Shynkarova | -          |
| 18 h 0  |                       | Volley-ball Tournoi masculin           | Compétition hommes                            | Tour préliminaire Poule A  | France vs Égypte | -          |
| 18 h 4  |                       | Taekwondo Moins de 80 kg               | Compétition hommes                            | Demi-finale                | - | -          |
| 18 h 6  |                       | Natation 100 m dos S8                  | Compétition femmes                            | Finale                     | Alice Tai · Viktoriia Ishchilova · Mira Jeanne Maack                                                                       | -          |
| 18 h 10 |                       | Boccia Individuel BC4                  | Compétition femmes                            | Quart de finale            | - | -          |
| 18 h 15 |                       | Basket-ball Tournoi féminin            | Compétition femmes                            | Tour préliminaire Groupe B | Pays-Bas vs États-Unis | -          |
| 18 h 15 |                       | Taekwondo Plus de 65 kg                | Compétition femmes                            | Demi-finale                | - | -          |
| 18 h 25 |                       | Boccia Individuel BC2                  | Compétition hommes                            | Quart de finale            | - | -          |
| 18 h 26 |                       | Taekwondo Plus de 80 kg                | Compétition hommes                            | Demi-finale                | - | -          |
| 18 h 38 |                       | Natation 400 m nage libre S13          | Compétition hommes                            | Finale                     | Ihar Boki · Alex Portal · Kylian Portal                                                                                    | -          |
| 18 h 48 |                       | Natation 400 m nage libre S13          | Compétition femmes                            | Finale                     | Olivia Chambers · Carlotta Gilli · Anna Stetsenko                                                                          | -          |
| 18 h 54 |                       | Tir à l'arc Individuelle arc à poulies | Compétition femmes                            | Demi-finale                | - | -          |
| 19 h 0  |                       | Athlétisme Lancer de javelot F57       | Compétition hommes                            | Finale                     | Yorkinbek Odilov · Muhammet Khalvandi · Cicero Valdiran Lins Nobre                                                         | -          |
| 19 h 0  |                       | Goalball Tournoi féminin               | Compétition femmes                            | Phase de poule Poule B     | France vs Corée du Sud | -          |
| 19 h 5  |                       | Athlétisme Lancer de massues F32       | Compétition hommes                            | Finale                     | Aleksei Churkin · Athanasios Konstantinidis · Ahmed Mehideb                                                                | -          |
| 19 h 10 |                       | Athlétisme 1 500 m T13                 | Compétition femmes                            | Finale                     | Tigist Gezahagn Menigstu · Fatima Ezzahra El Idrissi · Liza Corso                                                          | -          |
| 19 h 10 |                       | Taekwondo Moins de 80 kg               | Compétition hommes                            | Petite finale              | Alireza Bakht / Joo Jeong-hun                                                                                              | -          |
| 19 h 15 |                       | Athlétisme Lancer de poids F37         | Compétition femmes                            | Finale                     | Li Yingli · Mi Na · Irina Vertinskaya                                                                                      | -          |
| 19 h 15 |                       | Tennis de table Double WD6             | Compétition femmes                            | Finale                     | Gu Xiaodan - Pan Jiamin · Nada Matić - Borislava Perić · Kang Oe-jeong - Lee Mi-gyu / Jung Young-a - Moon Sung-hye         | -          |
| 19 h 19 |                       | Natation 50 m dos S1                   | Compétition hommes                            | Finale                     | Kamil Otowski · Francesco Bettella · Anton Kol                                                                             | -          |
| 19 h 20 |                       | Athlétisme 100 m T44                   | Compétition hommes                            | 1er tour                   | - | -          |
| 19 h 20 |                       | Boccia Individuel BC4                  | Compétition hommes                            | Quart de finale            | - | -          |
| 19 h 26 |                       | Natation 50 m dos S2                   | Compétition hommes                            | Finale                     | Gabriel Geraldo dos Santos Araujo · Vladimir Danilenko · Alberto Caroly Abarza Diaz                                        | -          |
| 19 h 30 |                       | Rugby Tournoi open                     | Compétition mixte (hommes et femmes ensemble) | Tour préliminaire Groupe B | Grande-Bretagne vs France                                                                                                  | -          |
| 19 h 35 |                       | Athlétisme 100 m T38                   | Compétition hommes                            | Finale                     | Jaydin Blackwell · Ryan Medrano · Juan Alejandro Campos Sanchez                                                            | -          |
| 19 h 35 |                       | Boccia Inividuel BC1                   | Compétition femmes                            | Quart de finale            | - | -          |
| 19 h 38 |                       | Taekwondo Plus de 65 kg                | Compétition femmes                            | Petite finale              | Eleni Papastamatopoulou / Rajae Akermach                                                                                   | -          |
| 19 h 42 |                       | Athlétisme 400 m T11                   | Compétition hommes                            | Demi-finale                | - | -          |
| 19 h 48 |                       | Tir à l'arc Individuelle arc à poulies | Compétition femmes                            | Finale                     | Öznur Cüre · Fatemeh Hemmati · Jodie Grinham                                                                               | -          |
| 19 h 50 |                       | Natation 50 m dos S2                   | Compétition femmes                            | Finale                     | Yip Pin Xiu · Haideé Aceves · Teresa Perales                                                                               | -          |
| 19 h 58 |                       | Athlétisme 400 m T11                   | Compétition femmes                            | Finale                     | Lahja Ishitile · Thalita Simplício · He Shanshan                                                                           | -          |
| 19 h 59 |                       | Natation 200 m 4 nages SM7             | Compétition hommes                            | Finale                     | Iñaki Basiloff · Andrii Trusov · Yevhenii Bohodaiko                                                                        | -          |
| 20 h 0  |                       | Volley-ball Tournoi féminin            | Compétition femmes                            | Tour préliminaire Poule B  | Canada vs Brésil | -          |
| 20 h 6  |                       | Athlétisme 100 m T38                   | Compétition femmes                            | Finale                     | Karen Palomeque · Lída-María Manthopoúlou · Darian Faisury Jiménez                                                         | -          |
| 20 h 6  |                       | Natation 200 m 4 nages SM7             | Compétition femmes                            | Finale                     | Mallory Weggemann · Tess Routliffe · Julia Gaffney                                                                         | -          |
| 20 h 6  |                       | Taekwondo Plus de 80 kg                | Compétition hommes                            | Petite-finale              | Evan Medell / Hamed Hachshenas                                                                                             | -          |
| 20 h 15 |                       | Tennis de table Double WD20            | Compétition femmes                            | Finale                     | Lei Lina - Yang Qian · Lin Tzu-yu - Tian Shiau-wen · Bruna Alexandre - Danielle Rauen / Natalia Partyka - Karolina Pek     | -          |
| 20 h 25 |                       | Athlétisme 5 000 m T54                 | Compétition hommes                            | Finale                     | Daniel Romanchuk · Marcel Hug · Faisal Alrajehi                                                                            | -          |
| 20 h 27 |                       | Natation 50 m nage libre S11           | Compétition hommes                            | Finale                     | Keiichi Kimura · Hua Dongdong · Wendell Belarmino Pereira                                                                  | -          |
| 20 h 34 |                       | Natation 50 m nage libre S11           | Compétition femmes                            | Finale                     | Ma Jia · Karolína Pelendrítou · Maryna Piddubna                                                                            | -          |
| 20 h 34 |                       | Taekwondo Moins de 80 kg               | Compétition hommes                            | Finale                     | Asadbek Toshtemirov · Luis Mario Najera                                                                                    | -          |
| 20 h 35 |                       | Athlétisme Saut en longueur T63        | Compétition hommes                            | Finale                     | Joel de Jong · Daniel Wagner · Noah Mbuyamba                                                                               | -          |
| 20 h 45 |                       | Boccia Individuel BC3                  | Compétition femmes                            | Quart de finale            | - | -          |
| 20 h 48 |                       | Taekwondo Plus de 65 kg                | Compétition femmes                            | Finale                     | Amy Truesdale · Guljonoy Naimova                                                                                           | -          |
| 20 h 58 |                       | Athlétisme 100 m T2                    | Compétition hommes                            | Finale                     | Serkan Yildirim · Noah Malone · Joeferson Marinho de Oliveira                                                              | -          |
| 21 h 2  |                       | Taekwondo Plus de 80 kg                | Compétition hommes                            | Finale                     | Matt Bush · Aliaskham Ramazanov                                                                                            | -          |
| 21 h 6  |                       | Athlétisme 400 m T47                   | Compétition femmes                            | Finale                     | Fernanda Yara da Silva · Lisbeli Vera Andrade · Maria Clara Augusto da Silva                                               | -          |
| 21 h 25 |                       | Athlétisme 200 m T36                   | Compétition femmes                            | 1er tour                   | - | -          |
| 21 h 30 |                       | Basket-ball Tournoi masculin           | Compétition hommes                            | Tour préliminaire Groupe A | Allemagne vs France | -          |

## Tableaux des médailles
| Rang  | Nation          | Or | Argent | Bronze | Total |
| ----- | --------------- | -- | ------ | ------ | ----- |
| 1     | Chine           | 8  | 6      | 1      | 15    |
| 2     | Grande-Bretagne | 5  | 2      | 2      | 9     |
| 3     | États-Unis      | 4  | 3      | 5      | 12    |
| 4     | Brésil          | 3  | 1      | 5      | 9     |
| 5     | Ouzbékistan     | 3  | 1      | 1      | 5     |
| 6     | Australie       | 2  | 1      | 1      | 4     |
| 6     | Pays-Bas        | 2  | 1      | 1      | 4     |
| 8     | Espagne         | 2  | 0      | 2      | 4     |
| 9     | Slovaquie       | 2  | 0      | 0      | 2     |
| 10    | Turquie         | 1  | 2      | 1      | 4     |
| 11    | France          | 1  | 1      | 5      | 7     |
| 12    | Corée du Sud    | 1  | 1      | 4      | 6     |
| 13    | Iran            | 1  | 1      | 2      | 4     |
| 14    | Japon           | 1  | 1      | 0      | 2     |
| 14    | Suisse          | 1  | 1      | 0      | 2     |
| 16    | Colombie        | 1  | 0      | 2      | 3     |
| 16    | Pologne         | 1  | 0      | 2      | 3     |
| 18    | Algérie         | 1  | 0      | 1      | 2     |
| 19    | Argentine       | 1  | 0      | 0      | 1     |
| 19    | Éthiopie        | 1  | 0      | 0      | 1     |
| 19    | Namibie         | 1  | 0      | 0      | 1     |
| 19    | Singapour       | 1  | 0      | 0      | 1     |
| 23    | Ukraine         | 0  | 4      | 7      | 11    |
| 24    | Grèce           | 0  | 2      | 1      | 3     |
| 25    | Italie          | 0  | 2      | 0      | 2     |
| 25    | Mexique         | 0  | 2      | 0      | 2     |
| 27    | Allemagne       | 0  | 1      | 2      | 3     |
| 28    | Danemark        | 0  | 1      | 1      | 2     |
| 28    | Maroc           | 0  | 1      | 1      | 2     |
| 28    | Tchéquie        | 0  | 1      | 1      | 2     |
| 31    | Azerbaïdjan     | 0  | 1      | 0      | 1     |
| 31    | Canada          | 0  | 1      | 0      | 1     |
| 31    | Chypre          | 0  | 1      | 0      | 1     |
| 31    | Kazakhstan      | 0  | 1      | 0      | 1     |
| 31    | Serbie          | 0  | 1      | 0      | 1     |
| 31    | Taipei chinois  | 0  | 1      | 0      | 1     |
| 31    | Venezuela       | 0  | 1      | 0      | 1     |
| 38    | Australie       | 0  | 0      | 1      | 1     |
| 38    | Autriche        | 0  | 0      | 1      | 1     |
| 38    | Chili           | 0  | 0      | 1      | 1     |
| 38    | Inde            | 0  | 0      | 1      | 1     |
| 38    | Israël          | 0  | 0      | 1      | 1     |
| 38    | Koweït          | 0  | 0      | 1      | 1     |
| 38    | Thaïlande       | 0  | 0      | 1      | 1     |
| Total | Total           | 44 | 43     | 55     | 142   |

| Rang  | Nation          | Or  | Argent | Bronze | Total |
| ----- | --------------- | --- | ------ | ------ | ----- |
| 1     | Chine           | 20  | 15     | 7      | 42    |
| 2     | Grande-Bretagne | 11  | 8      | 6      | 25    |
| 3     | Brésil          | 8   | 3      | 12     | 23    |
| 4     | Pays-Bas        | 6   | 2      | 2      | 10    |
| 5     | États-Unis      | 5   | 9      | 5      | 19    |
| Total | Total           | 113 | 111    | 144    | 368   |